# Himantura kittipongi
Himantura kittipongi  (лат.) — малоизученный вид рода хвостоколов из семейства хвостоко́ловых отряда хвостоколообразных надотряда скатов. Они обитают в тропических водах рек Мэкхлонг и Чаупхрая, Таиланд. Встречаются на песчаном дне. Максимальная зарегистрированная ширина диска 29 см. Грудные плавники этих скатов срастаются с головой, образуя овальный диск. Рыло слегка заострённое. Хвост длиннее диска. Кожные кили на хвостовом стебле отсутствуют. Окраска дорсальной поверхности диска от светло-серого до оранжево-коричневого цвета. В центре диска расположена крупная чешуйка в виде жемчужины. Все попавшиеся особи имели серьезные повреждения диска и/или хвоста.
Подобно прочим хвостоколообразным Himantura kittipongi размножаются яйцеживорождением. Эмбрионы развиваются в утробе матери, питаясь желтком и гистотрофом. Вид страдает от интенсивного рыбного промысла и ухудшения условий среды обитания.

## Таксономия и филогенез
Новый вид был описан в 2005 году сотрудником тайского отделения Всемирного фонда дикой природы Чавалитом Видтайяном и американским ихтиологом Тайсоном Р. Робертсом. Назван в честь бангкокского аквариумного дилера и известного эксперта по рыбам Хуна Чаруттанина Киттипонга, который обеспечил учёного экземплярами хвостоколов для работы. Голотип представляет собой самку с диском шириной 26,4 см, пойманную в реке Меклонг. Паратипы: взрослые самцы с диском шириной 23,4—26,8 см, неполовозрелый самец с диском шириной 20 см и самка с диском шириной 28,5 см, пойманные там же.
В 2016 году вместе с двумя другими видами выделены в отдельный род .

## Ареал и места обитания
Первые 5 особей Himantura kittipongi были пойманы в пресных водах реки Мэкхлонг, Канчанабури, выше действия прилива. Эти хвостоколы попадаются также в реке Чаупхрая. Общая площадь ареала не превышает 5000 км². Они встречаются в основном русле реки на глубине 5—20 м. В отличие от Himantura signifer, которые предпочитают илистое дно, Himantura kittipongi держатся на песке  .

## Описание
Грудные плавники этих скатов срастаются с головой, образуя овальный плоский диск, ширина которого немного уступает длине. Рыло формирует тупой угол, его заострённый кончик, имеющий в отличие от H. signifer вид шишечки, выступает за края диска. Позади мелких глаз расположены каплевидные брызгальца, которые превышают их по размеру. На вентральной поверхности диска имеются 5 пар жаберных щелей, рот и ноздри. Между ноздрями пролегает лоскут кожи с бахромчатым нижним краем. Рот изогнут в виде дуги, на дне ротовой полости присутствуют 4—5 отростков. Мелкие притуплённые зубы выстроены в шахматном порядке и образуют плоскую поверхность. У некоторых особей крайние зубы покрыты оранжево-коричневыми пятнами. Кнутовидный хвост длиннее диска. Кожные складки на хвостовом стебле отсутствуют. На дорсальной поверхности в центральной части хвостового стебля расположен тонкий шип, соединённый протоками с ядовитой железой. Иногда у скатов бывает 2 шипа. Периодически шип обламывается и на их месте вырастает новый. У пойманных скатов шип редко бывает неповреждённым.
Дорсальная поверхность диска плотно покрыта крошечными сердцевидными чешуйками, которые располагаются широкой полосой от области между глаз до хвоста. Кожа Himantura kittipongi плотнее покрыта чешуёй по сравнению с H. signifer. В центральной части диска расположена крупная чешуйка, напоминающая жемчужина, от которой до основания шипа пролегает ряд колючек. Окраска дорсальной поверхности диска от серого до орнажево-коричневого цвета. Перед глазами и за брызгальцами расположено белое или жёлтое пятно иногда с малозаметной белой окантовкой. Вентральная поверхность диска белая. От кончика рыла до основания брюшных плавников по краям диска пролегает тёмная полоса. Хвост сверху оранжево-коричневый, а снизу от основания до шипа белый, позади шипа — почти чёрный. Максимальная зарегистрированная ширина диска 29 см.

## Биология
Все 5 описанных первыми особи имели на теле серьёзные повреждения, хвосты были обломаны, их длина составляла не более 1,3—1,8 ширины диска (хвост  H. signifer в 3 раза превышает ширину диска). Эта черта отличает их от прочих пресноводных хвостоколов Таиланда, таких как Himanturа signifer, Himantura chaophraya и Himantura oxyrhyncha, у которых хвосты, как правило, целые. Киттипонг предположил, что травмы этим хвостоколам наносят иглобрюхие (Monotrete cf. leiurus и M. cf. nigroviridis), что выглядит правдоподобно, однако, в таком случае причина отсутствия повреждений у H. signifer остаётся загадкой. Согласно другой версии у Himantura kittipongi хвост обрывается самопроизвольно. Основу рациона этих скатов составляют мелкие ракообразные и донные беспозвоночные. Подобно прочим хвостоколообразным Himantura kittipongi  относится к яйцеживородящим рыбам. Эмбрионы развиваются в утробе матери, питаясь желтком и гистотрофом. У самцов половая зрелость наступает при достижении ширины диска 25 см.

## Взаимодействие с человеком
Himantura kittipongi не являются объектом целевого лова. В ареале ведётся интенсивный промысел. Они попадаются в качестве прилова с помощью ставных неводов, ловушек и на крючок. Мясо используют в пищу, кроме того, эти скаты являются объектом аквариумной торговли. Вид страдает от ухудшения условий среды обитания, обусловленного человеческим фактором. Международный союз охраны природы присвоил этому виду статус сохранности «Вымирающий вид».